# Pierre Coudrin

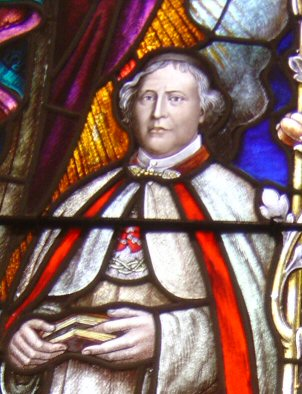
Pierre Coudrin in einer Glasmalerei eines Fensters in der Kathedrale Our Lady of Peace in Honolulu abgebildet

Pierre Coudrin, Ordensname Marie-Joseph, gen. Le bon Père oder Pierre-Marie-Joseph Coudrin, (* 1. März 1768 in Coussay-les-Bois; † 27. März 1837 in Paris) war ein französischer Priester und Ordensgründer.

## Leben
Pierre Coudrin studierte in Poitiers Theologie und bereitete sich im dortigen Priesterseminar auf das Priestertum vor. Er wurde im Dezember 1790 zum Diakon geweiht. Aufgrund der Wirren der Französischen Revolution und die Weigerung der Seminarpriester, auf die Zivilkonstitution vereidigt zu werden, zog Pierre Coudrin nach Paris. Dort wurde er schließlich heimlich am 4. März 1792 geweiht. Unter abenteuerlichen und gefährlichen Bedingungen übte er fortan in Frankreich sein Priesteramt aus.
Im Jahr 1804 gründete er zusammen mit Henriette Aymer de la Chevalerie die Kongregation von den Heiligsten Herzen Jesu und Mariens, in Deutschland meist Arnsteiner Patres genannt. Der offizielle Name lautet Congregatio Sacrorum Cordium Jesu et Mariae necnon adorationis perpetuae Sanctissimi Sacramenti Altaris mit dem Ordenskürzel SS.CC. Der Hauptsitz befand sich in der Rue de Pic-Pus. Aus diesem Grund ist diese Kongregation in Frankreich als Picpus-Gesellschaft bekannt. Kennzeichen der Spiritualität der neuen Kongregation war die Anbetung des Herzens Jesu und des Altarsakramentes. Die Ordensregel und die Konstitution wurden durch Papst Pius VII. am 17. November 1817 in der Bulle Pastor aeternus approbiert.
Von 1820 bis 1826 war Pierre Coudrin Generalvikar in Troyes, von 1826 bis 1833 in Rouen. Pierre Coudrin starb am 27. März 1837 im Alter von 69 Jahren in Paris. Er ruht dort auf dem Friedhof Cimetière de Picpus.